# Bernard and the Genie
Bernard și Djinnul (titlu original: Bernard and the Genie) este un film de Crăciun de televiziune britanic din 1991 regizat de Paul Weiland. Rolurile principale au fost interpretate de actorii Lenny Henry, Alan Cumming, Rowan Atkinson, Denis Lill și Angie Clarke. O versiune DVD a fost lansată pentru Regiunea 1, deși neautorizată, la 4 septembrie 2007.

## Prezentare
Bernard este concediat și este părăsit de către prietena sa în Ajunul Crăciunului, care îi ia tot ce avea în apartament. Tot ceea ce îi rămâne este o lampă veche. Crăciunul devine brusc mai luminos atunci când el freacă lampa.

## Distribuție
- Lenny Henry ca Josephus Djinnul
- John Gabriel ca Vrăjitor
- Alan Cumming ca Bernard Bottle
- Rowan Atkinson ca Charles Pinkworth
- Denis Lill ca Frank Kepple (men. ca Dennis Lill)
- Beaux Bryant ca Soră medicală
- Kevin Allen ca Kevin
- Andrée Bernard ca Judy
- Melvyn Bragg în Rolul său
- Janet Henfrey ca Miss Purse
- Marcia Ashton ca Miss Temple
- Sheila Latimer ca mama lui Bernard
- Sally Geoghegan - Chelneriță
- Angela Clarke - Carrie (men. ca Angie Clarke)
- Bob Geldof în Rolul său